# 韓攸
韩攸（?—?），字仲潢，颍川郡舞陽縣（治今河南省禹州市）人，東漢官员。
韩攸为嬴县（在今山东省莱芜市莱城区西北20公里的城子县村）县长，当时大饥荒，泰山郡太守未至。韩攸于是发仓赈济。属吏说，太守马上到了，军粮重事，应该等到太守来到。韩攸说：“民命危急，令以擅出谷受罪，合眼入地，不以为恨也。”后来没有追究韩攸的责任。吏民蒙受他赈济的达到数千人。